# To Rome with Love
To Rome with Love is een Italiaanse film uit 2012, geschreven en geregisseerd door Woody Allen. Hij speelt zelf ook een rol. De film bestaat uit vier verhalen, die zich afspelen in Rome.

## Verhaal
De film vertelt vier verhalen die elkaar afwisselen. De verhalen hebben niets gemeenschappelijk, behalve dat ze zich op hetzelfde moment in de Italiaanse hoofdstad afspelen. Ze worden ingeleid door een Italiaanse verkeersagent.
De befaamde Amerikaanse architect John is op vakantie in Rome, waar hij ooit een deel van zijn studententijd doorbracht. Op bezoek in het straatje waar hij ooit woonde ontmoet hij Jack, een jonge, naïeve student die hem aan zichzelf doet denken. (John duikt in dit deel van de film steeds op om Jack raad te geven, zonder dat anderen hem zien of horen, als een soort geestverschijning of Jacks geweten.) Jack heeft een stabiele relatie met Sally, maar wordt tot over zijn oren verliefd op haar beste vriendin Monica, een actrice die een weekje bij ze komt logeren. Jack en Monica hebben seks in de auto. Ondanks Johns waarschuwingen spreekt Jack met Monica af dat hij het uit gaat maken met Sally, maar vlak voordat hij dit wil gaan doen krijgt Monica een filmrol aangeboden waarvoor ze maandenlang naar het buitenland gaat. Ze vertelt daar zo enthousiast over zonder rekening te houden met wat hij ervan vindt dat ze zo lang weg is dat Jack concludeert dat hij voor haar niets meer was dan een tussendoortje. Daarom blijft hij toch maar bij Sally.
De kantoorklerk Leopoldo is van de ene op de andere dag, zonder aanleiding, een beroemdheid. Hij treedt op in een tv-show, wordt door journalisten achtervolgd en alles wat hij doet heeft nieuwswaarde. Uiteindelijk leert hij hoe vergankelijk roem is als de camera's plots, eveneens zonder aanleiding, op een andere toevallige passant worden gericht. Hij is eerst opgelucht, maar vervolgens toch ook wel gefrustreerd dat iedereen hem op straat weer straal voorbijloopt en niemand meer geïnteresseerd is in de trivialiteiten over wat hij doet en vindt.
Milly en Antonio zijn pas getrouwd, afkomstig uit een klein dorpje en hebben besloten om in Rome te gaan wonen, omdat de pas afgestudeerde en kleinburgerlijke Antonio er carrière in de advocatuur hoopt te maken. In hun hotelkamer maken ze plannen voor hun eerste dag in de stad. Ze zijn uitgenodigd op een tuinfeest van een belangrijke mogelijke werkgever, dus ze moeten goed voor de dag komen. Milly gaat op zoek gaat naar een kapper, maar verdwaalt. Intussen komt Anna, een prostituee, die al van tevoren door een ander is betaald, per ongeluk bij Antonio op de kamer terwijl hij toevallig in zijn onderbroek is, en geleidt hem tegen zijn zin naar het bed. Enkele verre familieleden vallen de hotelkamer binnen om Milly en Antonio op te halen voor het tuinfeest. Antonio wil geen verkeerde indruk wekken, besluit te doen of Anna zijn vrouw Milly is en gaat met de sexy brunette naar het tuinfeest toe. Anna doet haar best om Milly te spelen, maar behoorlijk wat mannen op het feestje zijn klanten van haar die haar herkennen. Ze haalt Antonio over om samen seks te hebben in de bosjes, waar hij zich wel schuldig over voelt. Ondertussen loopt de echte Milly in de stad haar idool Luca Salta tegen het lijf, een beroemde Italiaanse filmster op leeftijd. Op zijn initiatief besluiten ze seks te hebben, maar ze worden beroofd door een indringer. Dan valt ook nog eens Luca's vrouw met een fotograaf binnen om Luca's overspel te bewijzen, waarop Luca naar de badkamer vlucht en Milly en de rover samen in bed gaan liggen en doen alsof het hun hotelkamer is. Luca's vrouw en haar gezelschap druipen af, waarna Luca ook vertrekt. Milly is teleurgesteld dat een vrijpartij met haar idool er niet meer in zit, maar besluit dat seks met een echte crimineel ook wel interessant is. Eenmaal terug in het hotel houden Milly en Antonio voor elkaar geheim wat ze die dag precies gedaan hebben, en besluiten ze dat terugkeren naar hun geboortedorp eigenlijk maar het beste is.
De jonge toeriste Hayley loopt de Italiaanse Michelangelo tegen het lijf, en ze kunnen het meteen goed met elkaar vinden. Zo goed zelfs dat ze binnen korte tijd al besluiten zich te verloven. Hierop komen de ouders van Hayley met het vliegtuig naar Rome, om kennis te maken met de schoonfamilie. De gepensioneerde operaregisseur Jerry kan - tot ergernis van zijn vrouw - zijn werk maar niet met rust laten. Als hij zijn dochter Hayley in Rome opzoekt, en op de gang ineens prachtig gezang hoort, ziet hij een gouden kans om zijn carrière voort te zetten. De vader van Michelangelo, de eenvoudige begrafenisondernemer Giancarlo, kan inderdaad goed zingen, maar alleen als hij staat te douchen. Jerry laat zich niet uit het veld slaan en schrijft een beroemde opera zodanig om dat er overal een douchehokje in voorkomt. Na verloop van tijd stopt hij ermee, hoewel hij nog steeds succesvol is..

## Cast
- Antonio Albanese als Luca Salta[3][4][5][6][7][8][9]
- Woody Allen als Jerry, Phyllis' man en Hayleys vader
- Fabio Armiliato als Giancarlo, Michelangelo's vader
- Roberto Benigni als Leopoldo, bediende en tijdelijke beroemdheid
- Penélope Cruz als Anna, een prostituee
- Alec Baldwin als John, Jacks kennis en raadgever, de verteller
- Judy Davis als Phyllis, Jerry's vrouw en Hayleys moeder
- Jesse Eisenberg als Jack, Sally's vriend
- Greta Gerwig als Sally, Monica's beste vriendin en Jacks vriendin
- Ellen Page als Monica, Sally's beste vriendin
- Alessandro Tiberi als Antonio, Milly's man
- Alessandra Mastronardi als Milly, Antonio's vrouw
- Simona Caparrini als Giovanna, Antonio's tante
- Ornella Muti als Pia Fusari, een actrice
- Flavio Parenti als Michelangelo, Hayleys vriend
- Alison Pill als Hayley, Michelangelo's vriendin
- Riccardo Scamarcio als hoteldief
- Lino Guanciale als Leonardo